# Mahas (Tixcacalcupul)
Mahas es una localidad del municipio de Tixcacalcupul en el estado de Yucatán, México.

## Toponimia
El toponímico (Mahas) proviene del idioma maya y significa ma no, sin y has albarrada, barda. Que no tiene bardas.

## Demografía
Según el censo de 2005 realizado por el INEGI, la población de la localidad era de 377 habitantes, de los cuales 196 eran hombres y 181 eran mujeres.
| 100                         | 125 | 142 | 135 | 184 | 267 | 305 | 344 | 377 |
| (Fuente: INEGI [Consultar]) |     |     |     |     |     |     |     |     |